# Iphra euderceoides
Iphra euderceoides är en skalbaggsart som beskrevs av J. Linsley Gressitt 1951. Iphra euderceoides ingår i släktet Iphra och familjen långhorningar. Inga underarter finns listade i Catalogue of Life.